# 旅愁 (1950年の映画)
『旅愁』（りょしゅう、September Affair）は、1950年のアメリカ合衆国の恋愛映画。
監督はウィリアム・ディターレ、出演はジョーン・フォンテインとジョゼフ・コットンなど。
イタリアからアメリカに向かう旅客機に乗り合わせたピアニストの女性と妻子ある男性の運命的な恋を描く。
1950年8月から9月にかけて開催された第11回ヴェネツィア国際映画祭で初上映された。

## キャスト
- マリアンヌ（マニナ）・スチュアート: ジョーン・フォンテイン - ピアニスト。
- デヴィッド・ローレンス: ジョゼフ・コットン - 米国人技師。
- マリア・サルヴァティーニ: フランソワーズ・ロゼー - マニナのピアノの師で親友。
- キャサリン・ローレンス: ジェシカ・タンディ - デヴィッドの妻。
- デヴィッド・ローレンス・ジュニア: ロバート・アーサー（英語版）
- グラッツィ: フォーチュニオ・ボナノヴァ（英語版）

### 日本語吹替版
| 役名                               | 俳優                       | NHK版    | フジテレビ版 | 日本テレビ版                                                                                            |
| ---------------------------------- | -------------------------- | -------- | ------------ | --- |
| マリアンヌ（マニナ）・スチュアート | ジョーン・フォンテイン     | 伊藤幸子 | 寺島信子     | 吉野由樹子                                                                                              |
| デヴィッド・ローレンス             | ジョゼフ・コットン         | 伊藤惣一 | 黒沢良       | 羽佐間道夫                                                                                              |
| マリア・サルヴァティーニ           | フランソワーズ・ロゼー     | 桜井良子 | 麻生美代子   | 京田尚子                                                                                                |
| キャサリン・ローレンス             | ジェシカ・タンディ         | 幸田弘子 | 香椎くに子   | 宗形智子                                                                                                |
| デヴィッド・ローレンス・ジュニア   | ロバート・アーサー         | 森直也   | 森功至       | 松本保典                                                                                                |
| グラッツィ                         | フォーチュニオ・ボナノヴァ |          | 西山連       | |
| モリスン                           | チャールズ・エヴァンス     |          |              | 大宮悌二                                                                                                |
| その他                             |                            |          |              | 石森達幸 西村知道 森一 秋元千賀子 峰恵研 田口昂 飯塚昭三 小島敏彦 滝沢久美子 巴菁子 小関一 佐々木みち代 |
| スタッフ                           |                            |          |              | |
| 演出                               | 演出                       |          |              | 小林守夫                                                                                                |
| 翻訳                               | 翻訳                       |          |              | 平田勝茂                                                                                                |
| 調整                               | 調整                       |          |              | 熊倉亨                                                                                                  |
| 効果                               | 効果                       |          |              | リレーション                                                                                            |
| プロデューサー                     | プロデューサー             |          |              | 清水篤                                                                                                  |
| プロデューサー補                   | プロデューサー補           |          |              | 古川典子                                                                                                |
| 制作                               | 制作                       |          |              | 東北新社 （担当：小柳剛/高橋剛）                                                                        |

- NHK版：放送日1969年9月6日『劇映画』
- フジテレビ版：放送日1973年9月21日『ゴールデン洋画劇場』
- 日本テレビ版：初回放送1990年1月2日『新春映画劇場　ロマンチック街道 4日間世界一周』（ノーカット放送）

## 製作
- 劇中では、セルゲイ・ラフマニノフの『ピアノ協奏曲第2番』やマクスウェル・アンダーソン作詞・クルト・ヴァイル作曲の『セプテンバー・ソング（英語版）』（歌：ウォルター・ヒューストン[注 2]）が使われている[3]。
- プロデューサーのハル・B・ウォリスが土産物屋の旅行客の役でカメオ出演している。[要出典]
- 衣裳デザインはハリウッドを代表する映画衣裳デザイナー、イーディス・ヘッド[1]。
- 撮影期間は、イタリアで1949年8月1日から31日まで、その他は同年11月1日から12月15日まで、追加撮影は同年12月19日[1]。

## 作品の評価
第9回ゴールデングローブ賞で作曲賞を受賞している。